# Castello di Schio
Il castello di Schio era un castello nel comune italiano di Schio del quale resta soltanto una torre merlata inglobata nella chiesa, sconsacrata, di Santa Maria della Neve. Il toponimo indica anche la zona centrale del centro abitato che ricorda appunto l'antica presenza del castello; l'intera area del castello, una sorta di piccola collinetta che si eleva in pieno centro cittadino, è adibita a parco pubblico.

## Storia

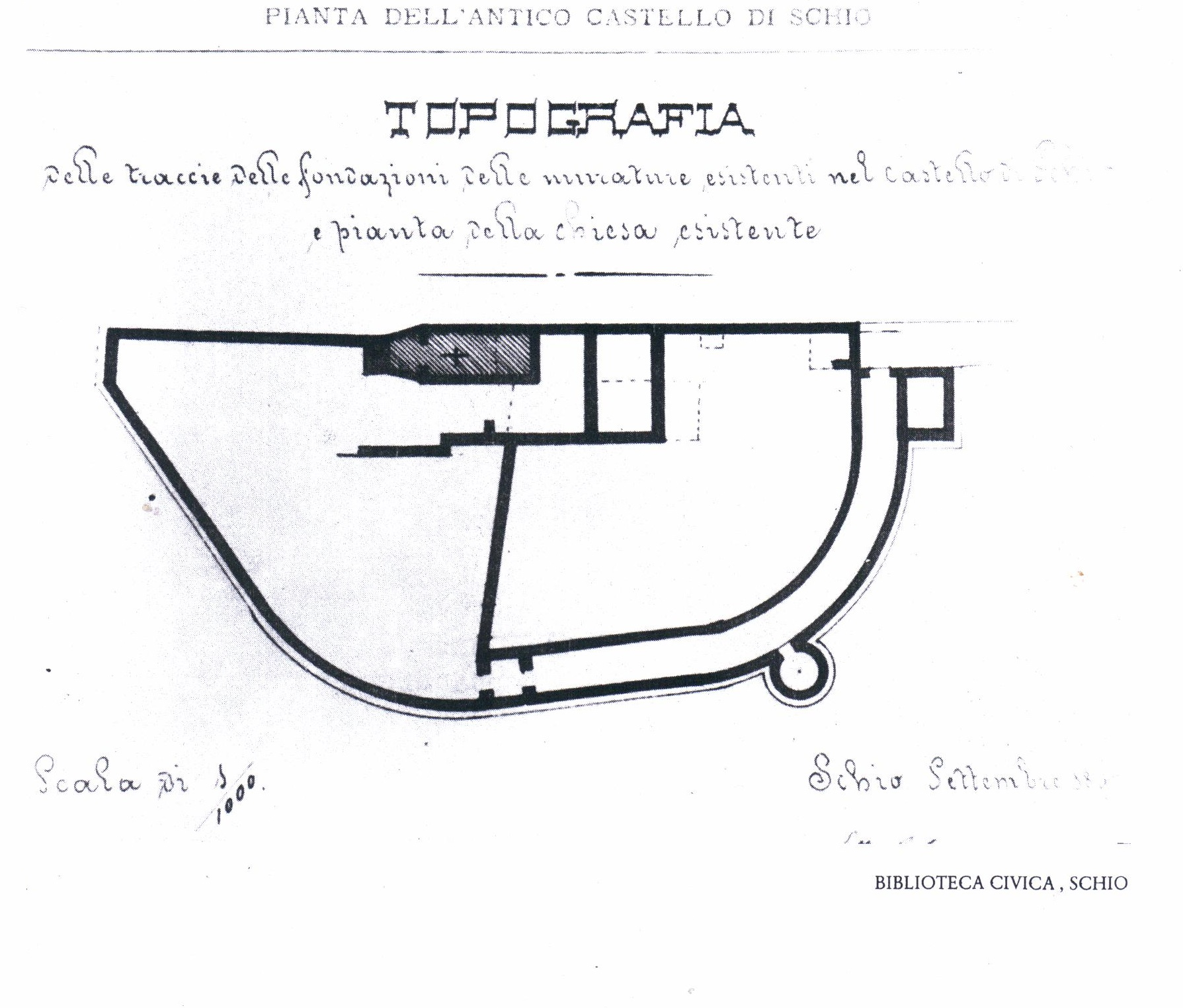
Pianta del castello di Schio realizzata da Carlo Letter nel 1890 in base ai rilevamenti effettuati sul posto. Una successiva indagine archeologica condotta da Guido Cibin negli anni 1914-15 e ripresa nel 1919 ha invece delineato una struttura leggermente diversa rispetto a quella precedentemente definita

Da studi di toponomastica e rilievi di tipo archeologico si evince come nel solo alto vicentino - oltre che quello di Schio - ci fossero almeno una ventina di castelli, come quello di Magré che si trovava in una collina poco distante.
Dai reperti archeologici emersi dalle varie indagini eseguite nel tempo (gli scavi del 1784 di Girolamo Barettoni, dalla successiva campagna del 1890-91 effettuata da Carlo Letter, fino agli scavi del 1914, 1915 e 1919 di Guido Cibin), l'epoca di fondazione del primitivo castello di Schio parrebbe risalire all'età del ferro, cosicché esso potrebbe essere stato costruito dalle popolazioni degli Euganei o dei Veneti. In epoca medioevale sorse qui il castello dei Maltraversi, conti di Vicenza, i quali, con la parentesi ezzeliniana, dominarono fino al 1311. 
Il castello nel 1314 fu danneggiato dai padovani, passò poi sotto il controllo degli Scaligeri tramite la famiglia Nogarola.
Nel 1382 fu dei Visconti, del conte Giorgio Cavalli che lo rinforzò, poi passò sotto Venezia. Il castello, come indicato negli atti di dedizione di Schio a Venezia del 1406, necessitava di lavori di manutenzione, che non venne però eseguita.
Nel 1412, solo 6 anni dopo che la Serenissima aveva preso il controllo della zona di Schio, il castello venne smantellato, ma venne affidata alla comunità scledense la gestione della vicina rocca di Pievebelvicino. Il castello di Schio venne sacrificato probabilmente per volontà di Vicenza che voleva così tenere il territorio scledense sotto controllo. Schio era infatti retta da un vicario nominato da Vicenza, ma ambiva a divenire una Podestaria, con un Podestà nominato direttamente da Venezia, al pari di Lonigo e Marostica. Un'altra possibile causa dell'abbandono del castello può essere la grande vicinanza di Schio con i confini dell'Impero. 
La comunità scledense inviò in più occasioni a Venezia suppliche, finalizzate al ripristino del castello di Schio: nel 1477, nel 1487 e infine nel 1508. Nel frattempo le inutilizzate strutture del castello verranno via via riutilizzate come materiale da costruzione. Durante il periodo della guerra della Lega di Cambrai la comunità di Schio assunse in varie occasioni atteggiamenti filo-imperiali, soprattutto finalizzati alla volontà di svincolarsi dal controllo del territorio da parte di Vicenza: il castello quindi non venne rinforzato. Anzi, nel 1514 il castello fu demolito definitivamente per ordine di Venezia: Bartolomeo d'Alviano aveva predisposto la distruzione dei castelli di Schio e Pievebelvicino; questo atto fu anche una risposta agli atteggiamenti di mancato riconoscimento, da parte della comunità locale, dell'autorità del vicario scelto da Vicenza, Gaetano Repeta.
Da quell'epoca, del castello di Schio resta memoria in due dipinti di Francesco Verla, uno datato 1512 e conservato nella chiesa di San Francesco; l'altro, privo di datazione certa, è custodito presso il convento delle suore canossiane ma non è chiaro quanto l'autore abbia rispettato la fisionomia reale del sito, versando a quei tempi già in stato di degrado. Secondo recenti indagini e comparazioni con le rilevazioni eseguite nel primo novecento da Guido Cibin si sono trovati importanti riscontri con le strutture raffigurate nei dipinti di Verla. Si ritiene che la struttura complessiva del castello comprendesse posti di guardia esterni, collocati lungo le direttrici di accesso allo stesso; almeno uno di questi è ancora esistente, pur se trasformato in civile abitazione.
Dell'antico castello, oggi rimangono solo la spianata con i resti dei basamenti di due torri ora scomparse, la torre campanaria merlata con l'orologio installato nel 1900 (di fatto considerata la torre civica di Schio) e l'attigua chiesa di santa Maria della Neve, sorta negli ultimi anni del XIV secolo, ma riedificata nel Settecento.

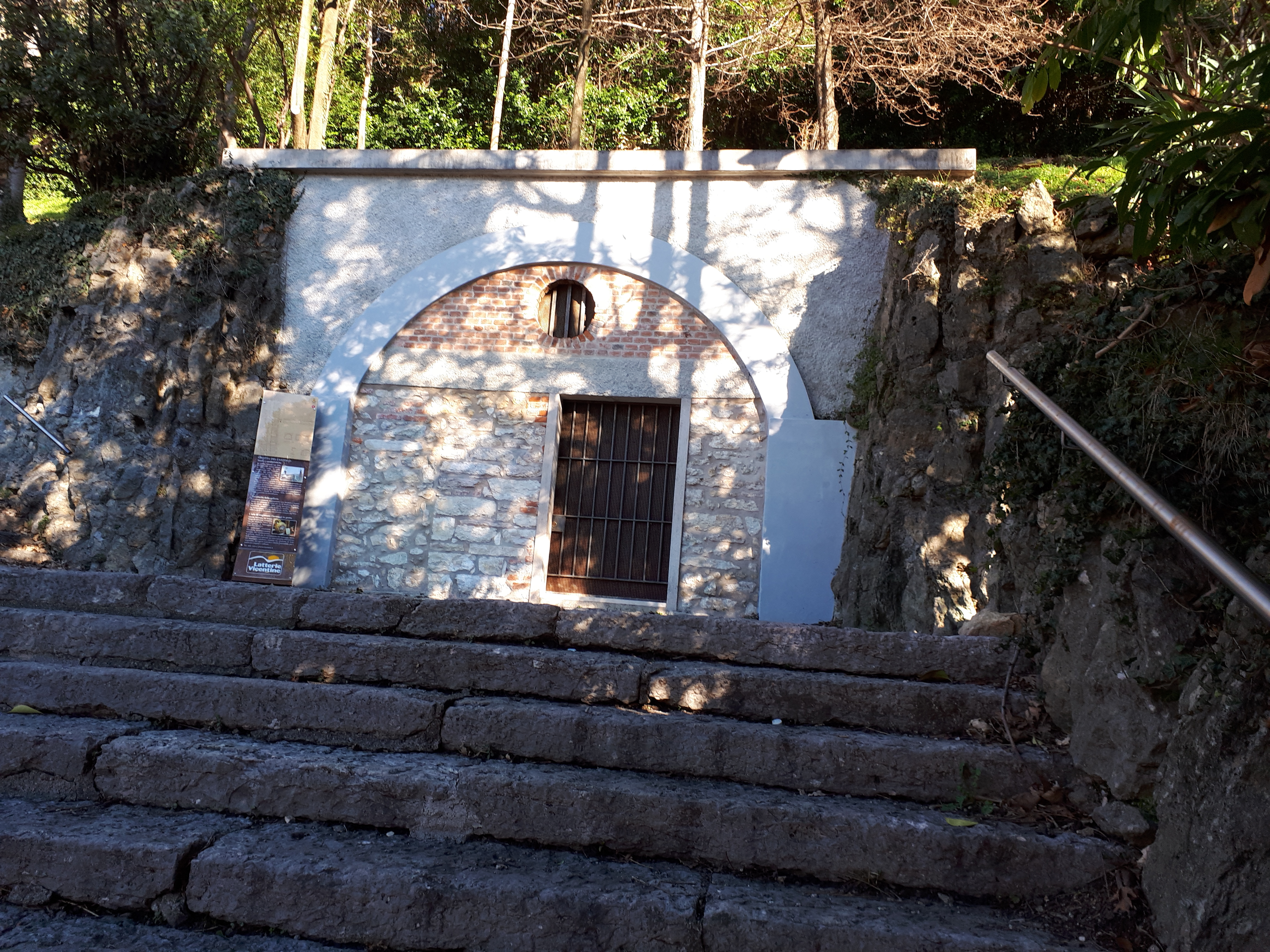
Uno degli ingressi del rifugio antiaereo

Negli anni quaranta, sotto il colle del castello, fu realizzato un rifugio antiaereo scavato nella roccia. Tale tunnel, munito di due entrate e rinforzato in calcestruzzo, ha una superficie interna di circa 500 metri quadrati e una lunghezza di circa 100 metri. Tra il 2008 e il 2010 il rifugio è stato liberato da detriti, restaurato ed adibito alla stagionatura e maturazione di vini e formaggi locali, grazie al microclima interno particolarmente favorevole.